# Maaike Snoeijer
Maaike Snoeijer (Huis ter Heide, 22 mei 1976) is een Nederlandse nieuwslezer voor het ANP.

## Levensloop

### Opleiding en carrière
Na de middelbare school ging Maaike rechten studeren, een studie die ze nooit afmaakte. Nadat ze een jaar had gewerkt in het Hans Brinker Hotel, ging ze weer studeren: Media Informatie en Management dit keer. Ongeveer een jaar na haar studie, in 2004, ging ze werken bij de nieuwsdienst van de lokale omroep AmsterdamFM, waar ze voor het eerst in aanraking kwam met nieuws lezen. In 2005 verruilde ze de lokale omroep voor het ANP. Daarnaast was ze een tijdje nieuwslezer voor Arrow Caz.

### Trivia
Maaike is ook voice-over. Hierdoor is haar stem ook in diverse reclames te horen.